# Jewhen Pitschkur
Jewhen Anatolijowytsch Pitschkur (ukrainisch Євген Анатолійович Пічкур; englische Transkription: Yevhen Anatoliyovich Pichkur; * 30. August 1979 in Schowti Wody) ist ein ehemaliger ukrainischer Fußballspieler.

## Karriere
Pitschkur begann seine Karriere 2003 beim ukrainischen Fußballverein Enerhija Juschnoukrajinsk. Von 2009 bis 2012 spielte er für Wolyn Luzk. 2012 war der Mittelfeldspieler für den ukrainischen Premjer-Liha - Verein FK Worskla Poltawa unter Vertrag. 2013 lief er für den in der Perscha Liha spielenden PFK Oleksandrija auf und 2014 spielte er für den in der gleichen Liga spielenden FK Helios Charkiw.
Sein größter Erfolg war der zweite Platz im Ukrainischen Pokal 2010.